# Fricativa no sibilante alveolar sorda
La fricativa no sibilante alveolar sorda (también conocida como fricativa de "rendija") es un sonido consonántico. Como el Alfabeto Fonético Internacional no tiene símbolos separados para las consonantes alveolares (el mismo símbolo se usa para todos los lugares de articulación coronal que no están palatalizados ), este sonido generalmente se transcribe ⟨ θ̠ ⟩ , ocasionalmente ⟨ θ͇ ⟩ ( retraído o alveolarizado [θ] , respectivamente)

## Características
- Su modo de articulación es fricativa , lo que significa que se produce al contraer el flujo de aire a través de un canal estrecho en el lugar de articulación, lo que provoca turbulencia . Sin embargo, no tiene la lengüeta acanalada y el flujo de aire dirigido, o las altas frecuencias de un sibilante.

- Su punto de articulación es alveolar , lo que significa que se articula con la punta o la hoja de la lengua en la cresta alveolar , denominada respectivamente apical y laminal .

- Su fonación es sorda, lo que significa que se produce sin vibraciones de las cuerdas vocales.

- Es una consonante oral, lo que significa que el aire solo puede escapar por la boca.

- Es una consonante central , lo que significa que se produce al dirigir la corriente de aire a lo largo del centro de la lengua, en lugar de hacia los lados.

- El mecanismo de la corriente de aire es pulmonar , lo que significa que se articula empujando el aire únicamente con los músculos intercostales y el diafragma , como en la mayoría de los sonidos.

## Ocurre en
| idioma           | idioma                 | Palabra | AFI       | Significado | Notas                     |
| ---------------- | ---------------------- | ------- | --------- | ----------- | ------------------------- |
| Emiliano-romañol | Bolones                | zidrån  | [θ̠iˈdrʌn] | 'limon'     |                           |
| English          | Australiano            | Italy   | [ˈɪ̟θ̠əɫɪi̯] | 'Italia'    | Alofono ocasional de /t/. |
| English          | Irlandés               | Italy   | [ˈɪθ̠əli]  | 'Italia'    | Alofono de /t/.           |
| English          | Received Pronunciation | Italy   | [ˈɪθ̠əli]  | 'Italia'    | Alofono de /t/.           |
| English          | Escocés                | Italy   | [ˈɪθ̠əli]  | 'Italia'    | Alofono de /t/.           |
| Islandés         | Islandés               | þakið   | [ˈθ̠äkið̠]  | 'el techo'  | Laminal.                  |